# Jakov Sverdlov

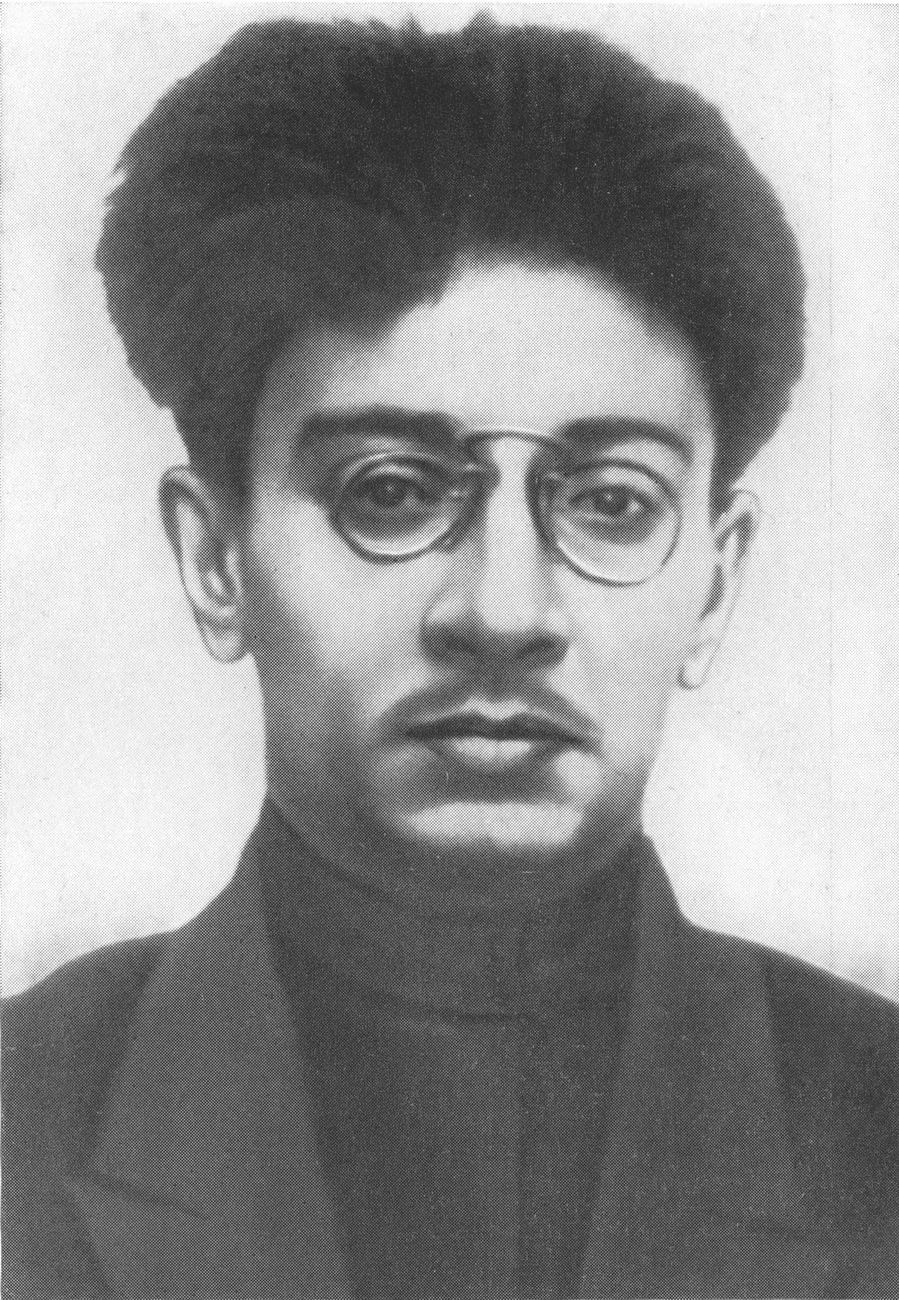
Jakov Sverdlov

Jakov Michajlovič Sverdlov (rusky Яков Михайлович Свердлов; 3. června 1885 Nižnij Novgorod – 16. března 1919 Orel) byl bolševický stranický předák a vůdce RSFSR. Jeho bratr byl francouzský generál Zinovij Peškov.

## Životopis

### Mládí
Narodil se ortodoxním židovským rodičům, jeho otec Michail Izrailevič pracoval jako rytec. V roce 1902 se připojil k Ruské sociálně demokratické dělnické straně a roku 1903 do její bolševické frakce, vedené Leninem.
Zapojil se do revoluce z roku 1905. Roku 1906 byl zatčen, většinu času až do roku 1917 pobýval buďto ve vězení, nebo v exilu.
Na začátku první světové války byl ve vyhnanství v Turuchansku na Sibiři, kde se setkal se Stalinem.

### Revoluce 1917

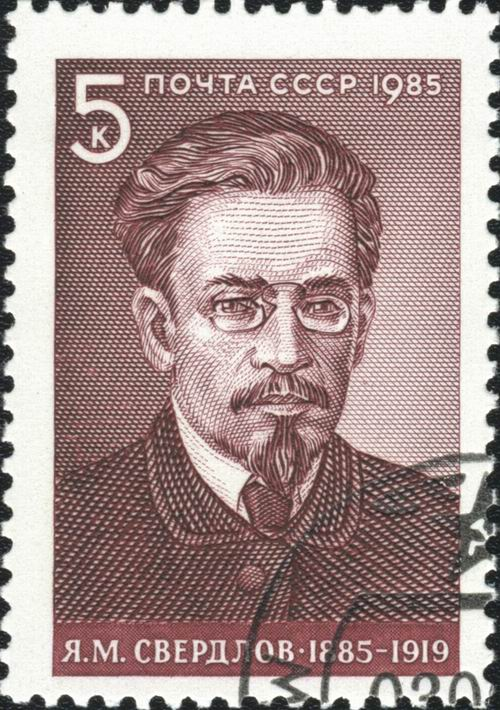
Sverdlov na poštovní známce z roku 1985

Po únorové revoluci roku 1917 se vrátil do Petrohradu a byl znovu zvolen do ústředního výboru. Sehrál důležitou roli v plánování říjnové revoluce.
Později bylo zjištěno, že organizoval exekuci cara Mikuláše II. a jeho rodiny, která se odehrála 17. července 1918, a že tedy byl za tento zločin plně odpovědný. Vyhlásil Rudý teror, kampaň poprav a věznění, přičemž všechny oběti teroru jsou mu právem přičítány.
Někdy je označován jako první vůdce Sovětského svazu. Toto označení je však chybné, poněvadž Sovětský svaz vznikl v roce 1922, tři roky po jeho smrti. Každopádně byl po říjnové revoluci zvolen vůdcem ruské SFSR.

### Smrt

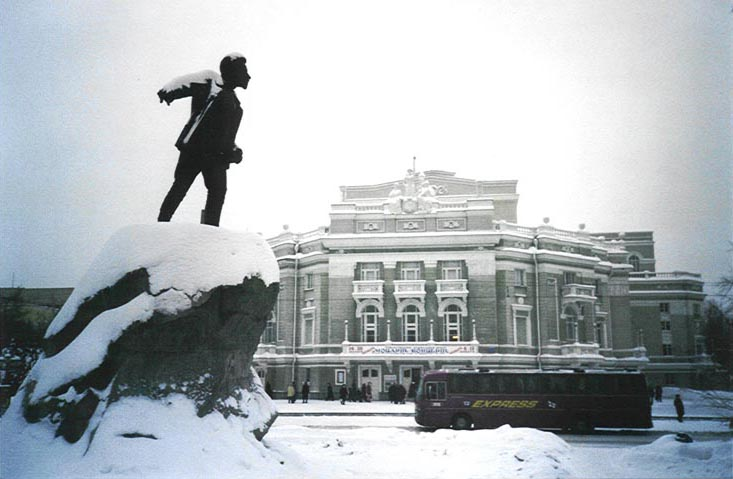
Divadlo a Sverdlovův pomník v zasněženém Jekatěrinburgu

Podle oficiální verze zemřel na španělskou chřipku v Orlu během epidemie. Byl pohřben v Kremelské zdi, kde byli později pohřbeni i ostatní bolševici.
Podle jiné verze zemřel na tuberkulózu. Podle další verze navštívil Morozovovu továrnu v Orlu, kde byl těžce zbit místními dělníky kvůli svému židovskému původu. Nicméně tato skutečnost měla být prý ututlána, aby nedošlo k poškození obrazu revoluce a jitření již tak silných protižidovských nálad.
V letech 1924 až 1991 nesl Jekatěrinburg na jeho počest jméno „Sverdlovsk“. Ukrajinský Dovžansk po něm byl pojmenován v letech 1938 až 2016.